# Coleophora sparsipulvella
Coleophora sparsipulvella Chambers, 1875 è un lepidottero appartenente alla famiglia Coleophoridae, endemica degli Stati Uniti d'America.